# بحيرة ويني سوك
بحيرة ويني سوك، هي بحيرة اصطناعية تقع في أوليفيرا نيويورك الولايات المتحدة وهي مصدر سو بوس كريك وأعلى بحيرة في جبال كات سكل على ارتفاع 2664 قدمًا (812 مترًا) فوق مستوى سطح البحر.
البحيرة هي ملكية خاصة لنادي ويني سوك، الذي وسعها بسد حتى يتمكنوا من الحصول على مكان للأسماك. تسبب هذا في بعض المشاكل مع المتنزهين في الماضي، الذين كانوا يوقفون سياراتهم على طول الامتداد المجاور لطريق مقاطعة أولستر 47 ويعبرون ممتلكات النادي للوصول إلى أراضي محمية فورست المملوكة للدولة وتسلق أعلى قمة في كات سكيلز، المجاورة لجبل سلايد. ازدادت حشود المتنزهين بشكل مطرد طوال السبعينيات، مما دفع النادي إلى التفكير في إغلاق ما كان منذ فترة طويلة أحد أسهل الطرق للصعود إلى القمة.  حلت إدارة الحفاظ على البيئة في نيويورك (DEC) المشكلة في أوائل الثمانينيات من القرن الماضي عن طريق شراء بعض الأراضي إلى الجنوب من النادي وبناء مسار وصول جديد فوقها.
يتميز امتداد الطريق 47 بجوار البحيرة بكونه أعلى ارتفاع محسن عبر الطريق في الولاية
الاسم هو أحد أسماء الأماكن الهندية القليلة في كات سكلز من ويني سوك وهي نفس الشخصية الأسطورية التي استمدت منها قرية الهند الكبير والجبل الهندي الكبير.